# No es un día cualquiera
El programa de ràdio No es un día cualquiera (No és un dia qualsevol), de Ràdio Nacional d'Espanya s'emet cada cap de setmana des del setembre de 1999. No es un día cualquiera és d'un magazine radiofònic dirigit i conduït per Pepa Fernández. El programa es transmet a través de Ràdio-1 i d'Internet; és sempre en directe i, des de la temporada 2007, s'emet de vuit del matí fins a la una del migdia. La majoria de les vegades els programes es realitzen des d'algun lloc d'Espanya amb presència del públic, encara que a vegades es produeix a la seu central de RNE a Barcelona.
El programa disposa de col·laboradors habituals, entre els quals es troben els següents:
- José María Iñigo, periodista de TVE que havia conduït programes com Estudio Abierto.
- José Ramon Pardo, el qual ha treballat en diverses emissores i és expert en música. També ha dirigit la creació de projectes radiofònics com M80.
- Manuel Campo Vidal, presentador dels informatius d'Antena 3 als anys vuitanta i noranta. Des de 2006, és el director de l'Acadèmia de les Ciències i les Arts de Televisió d'Espanya.
- Sergi Sauca, periodista esportiu de TVE; va comentar els Jocs Olímpics de Barcelona el 1992.
- Antonio Fraguas, humorista gràfic que publica diàriament una vinyeta a El País.
- Màrius Serra, que s'encarrega dels mots encreuats del diari La Vanguardia.
- Rosa Maria Mateo, presentadora dels informatius d'Antena 3 fins al 2003.
- Nieves Concostrina.

## Guardons al programa
Va ser premi ONDAS en 2003. Entre altres premis compta amb dos Micròfons de Plata, l'Antena d'Or, el Premi de Ràdio de Cambio 16 i el Premi Periodístic El Cava. En 2008, li han concedit el premi "Pica d'Estats" al Millor Treball de Radi per l'emissió que al juliol de 2007 es va fer des de Cervera i novament el premi ONDAS en el mateix any i en 2016.

## Seccions del programa
Aquest programa concedeix una gran importància al llenguatge, en totes les seves facetes, amb seccions com Palabras Moribundas que en la temporada 2007/08 va assumir Pilar García Moutón i ¿Cómo se dice y cómo se debe decir? a cura de la Fundación del Español Urgente.
Altres seccions destacades són: El hombre del saco, amb José María Íñigo (amb una gran subsecció de música de gasolineras, la sintonia de la qual "Chupa la gamba" ja ha superat l'àmbit de la secció per la seva popularitat), El acabose i Concostorias, amb Nieves Concostrina, el consultori musical del Doctor Pardo (José Ramón Pardo) i les Tertulias dels dissabtes i els diumenges, on es parla de temes quotidians, més o menys transcendentals. En aquestes, sense participants fixos, hi podem trobar la periodista Rosa María Mateo, les psicòlogues María Jesús Álava i Pilar Varela, el periodista Andres Aberasturi, el filòsof José Antonio Marina, entre d'altres, a qui se sumen de vegades els col·laboradors del programa.